# Beornred av Mercia
Beornred av Mercia, död 757, var en engelsk monark. Han var kung av Mercia 757–757. 